# Норман, Крис
Крис Норман (англ. Chris Norman, полное имя Кри́стофер Уо́рд Но́рман, англ. Christopher Ward Norman; 25 октября 1950, Редкар, Северный Йоркшир) — британский певец и гитарист классического состава «Smokie», композитор и мультиинструменталист, в настоящее время — сольный артист.

## Биография

### Ранние годы
Его родители и не подозревали, что дают начало карьере будущей звезде шоу-бизнеса, когда он в трёхлетнем возрасте впервые вышел на сцену в финале шоу, в котором участвовали его родители. Норман с детства привык к сцене и частым переездам — родители будущей рок-звезды были артистами в третьем поколении и то и дело переезжали с места на место в пределах графства Йоркшир (ещё его бабушка и дедушка выступали по госпиталям Англии во времена Первой мировой войны). Когда Крису исполнилось 7 лет, отец подарил ему первую гитару, которая тогда была ростом с него самого. Это было время рождения рок-н-ролла, и Крис, как и многие его сверстники, был увлечён этой музыкой. Особенное влияние на юного музыканта оказали Элвис Пресли, Литл Ричард и Лонни Донеган. Будучи подростком, Крис вместе с родителями исколесил всю страну, в результате чего он учился в девяти разных школах. Семья останавливалась на жительство во множестве различных мест в Англии, таких как Редкар, Лутон, Кэмптон и Ноттингем. В 1962 году семья вернулась обратно в родной город матери Нормана — Брадфорд. Накануне своего двенадцатилетия, Норман поступил в гимназию св. Беды, где он позже встретился с Аланом Силсоном и Терри Аттли, будущими членами группы Smokie.

В 1965 году Норман оставил школу — он никогда не был особенно прилежным учеником. Увлечение музыкой перевесило все остальные его стремления. Он так и не стал добропорядочным служащим, каким его хотели видеть родители. В конце 1960-х Крис собрал со своими школьными друзьями группу и отправился играть по клубам.
Будучи подростками, они находились под значительным музыкальным влиянием со стороны таких знаменитостей, как The Beatles, The Rolling Stones и фолк-певца Боба Дилана. Норман и Силсон начали встречаться и проводили почти все своё свободное время за разучиванием новых песен на своих гитарах. Им удалось убедить Терри Аттли присоединиться к ним и, вместе с их другом, барабанщиком по имени Рон Келли, они создали свою первую группу. Их группа последовательно называлась «Yen», «Sphinx», «Essence» и «Long Side Down», прежде чем они остановили свой выбор на названии «Elizabethans».

### Сольная карьера
В 1978 году вышел дуэт со Сьюзи Кватро Stumblin' In (№ 4 US).
В середине 1980-х годов Крис Норман начинает сотрудничать с немецким композитором и поэтом Дитером Боленом (создатель проектов: Modern Talking, Blue System, C. C. Catch и так далее). На студии BMG Крис записывает сольный альбом со своими новыми песнями, написанными Дитером Боленом. С песней «Midnight Lady» Норман вновь покоряет музыкальный олимп, взобравшись на первое место почти всех европейских хит-парадов. Все остальные песни из нового альбома также попали в хит-парады, достигнув первой тройки, десятки.
Крис Норман о Дитере Болене:

В нашем турне по Германии мы выступали в Гамбурге. У нас был свободный день, и я организовал встречу с людьми из «Intersong», чтобы познакомиться лично. Они спросили меня, могу ли я представить себе сотрудничество с Дитером Боленом. Я не знал тогда, кто он, но прослушал пару песен «Modern Talking». Меня заинтриговало, и через 20 минут Дитер примчался на встречу. Удивительно приятный человек.
В 2014 году Крис записал дуэт с C. C. Catch под названием Another Night In Nashville.

### Личная жизнь
Норман познакомился со своей женой Линдой в 1967 году в городке Элгин, Шотландия и женился 16 марта 1970 года. В браке родилось пятеро детей: Брайан, Пол, Майкл, Стивен и Сьюзен Джейн. Есть также старшая дочь Шэрон, от женщины, с которой встречался Крис до знакомства с Линдой.

В течение последних 23 лет Крис и Линда вместе живут на острове Мэн. Супруги также имеют четырёх внуков: Дэниэл, Джек, Том, Бен. Дэниэл также живёт на острове Мэн, а Джек, Том и Бен живут в Англии.

## Дискография[5]

### Сольные Альбомы
- 1982 Rock Away Your Teardrops
- 1986 Some Hearts Are Diamonds
- 1987 Different Shades
- ·1988: Hits From The Heart (Сборник) /плюс одна ранее неизданная песня I Want To Be Needed (Feat.Shari Belafonte)/
- 1989 Break the Ice
- 1991 The Interchange
- 1992 The Growing Years
- 1993 Jealous Heart
- 1994 The Album
- 1994 Screaming Love Album (Сборник)
- 1995 Every Little Thing (сборник)
- 1995 Reflections
- 1997 Into the Night
- 1997 Christmas Together (Audio Cassete) (переиздан на CD в 2003 году под названием A Christmas Collection)
- 1999 Full Circle
- 2000 Love Songs (сборник)
- 2001 Breathe Me In
- 2003 Handmade
- 2004 Break Away
- 2005 One Acoustic Evening — CD & DVD (Live at the Private Music Club/Live in Vienna)
- 2006 Million Miles
- 2006 Coming Home (сборник)
- 2007 Close Up
- 2009 The Hits! From His Smokie And Solo Years (сборник)
- 2009 The Hits! Tour — Live at the Tempodrom, Berlin. (Deutschland) DVD
- 2009 The Hits! Tour — Live at the Tempodrom, Berlin. (Dänemark) DVD
- 2011 Time Traveller
- 2011 Time Traveller Tour Live in Concert — Germany DVD
- 2013 There and Back
- 2015 Crossover
- 2017 Don’t Knock The Rock
- 2018 Definitive Collection – Smokie and Solo Years (сборник)
- 2021 Baby I Miss You (сборник)
- 2021 Just a Man
- 2022 Rediscovered Love Songs
- 2024 Junсtiоn 55

### Альбомы в составе группы Smokie
- 1975 Pass It Around
- 1975 Changing All the Time
- 1976 Bravo Präsentiert: Smokie (Germany)
- 1976 Midnight Café
- 1976 Smokie
- 1977 Bright Lights & Back Alleys
- 1977 Greatest Hits
- 1978 The Montreux Album
- 1979 The Other Side of the Road
- 1980 Greatest Hits Vol. 2
- 1981 Smokie-The Very Best of Smokie
- 1981 Solid Ground
- 1982 Die großen Erfolge einer Supergruppe (Germany)
- 1982 Midnight Delight
- 1982 Strangers in Paradise
- 1990 Smokie Forever
- 1994 The Collection — Komplett 'B' platten 1975—78 (Germany)
- 1998 The Concert — Von 1978 Essen’s Grugahalle (Germany) — Recorded «Live» for the Smokie film

### Синглы
- 1978 Stumblin' in
- 1982 Hey Baby
- 1983 Love Is A Battlefield
- 1984 My Girl And Me
- 1986 Midnight Lady
- 1986 Some Hearts Are Diamonds
- 1987 No arms can ever hold you
- 1987 Sarah
- 1988 Broken heroes
- 1988 I want to be needed
- 1988 Ordinary heart
- 1988 Wings of love
- 1989 Back again
- 1989 Keep the candle burning
- 1991 If you need my love tonight
- 1992 I need your love
- 1993 Come together
- 1993 Goodbye Lady Blue
- 1993 Growing Years
- 1993 Jealous Heart
- 1994 As good as it gets
- 1994 I need your love
- 1994 Wild wild angel
- 1995 Goodbye Lady Blue
- 1995 Obsession
- 1995 Red hot screaming love (D)
- 1995 Red hot screaming love (UK)
- 1996 Fearless Hearts
- 1996 Reflections of my life
- 1996 Under your spell
- 1997 Baby I miss you
- 1997 Into the night
- 1999 Oh Carol
- 2000 Mexican Girl
- 2002 Ich Mache Meine Augen Zu
- 2003 Keep talking
- 2004 Amazing
- 2004 Only You
- 2004 Too Much /Without Your Love
- 2006 Without Your Love (UK)
- 2009 Endless Night
- 2011 Chasing Cars
- 2014 Another Night in Nashville (совместно с C.C. Catch)